# Parcul Național Biebrzański
Parcul Național Biebrzański (în poloneză: Biebrzański Park Narodowy) este o arie protejată ce corespunde categoriei a II-a IUCN (parc național) situată în Polonia, pe teritoriul administrativ al voievodatului Podlasia.

## Localizare
Aria naturală protejată se află în partea nord-estică a Poloniei și cea central-nord-vestică a voievodatului Podlasia, de-a lungul râului Biebrza.

## Descriere
Parcul Național Biebrzański înființat în anul 1993 se întinde pe o suprafață de 592,23 km2 (cel mai mare parc național din Polonia) pe malul râului Biebrza și reprezintă o zonă umedă cu luciu de apă, mlaștini (Mlaștinile Biebrzańskie Bagna Biebrazńskie), turbării, zone împădurite și pajiști.
În anul 2010, în cadrul Galei Premiilor EDEN de la Bruxelles, parcul național urmează să fie premiat ca destinație turistică de excelență și promovat pe site-ul oficial European Destinations of Excellence (EDEN), unde are o pagină proprie ce include și un film de prezentare oferit gratuit din partea Comisiei Europene.
În 1995 parcul este desemnat ca zonă umedă de importanță la nivel mondial și se află sub protecția Convenției RAMSAR iar din anul 2004 în rețeaua europeană Natura 2000, ce are ca scop protejarea habitatelor și speciilor de interes comunitar.

## Floră și faună
Flora este constituită din vegetație arboricolă și ierboasă, specifică zonelor umede.
Aria protejată găzduiește și asigură condiții de hrană și cuibărit pentru mai multe specii de păsări migratoare, de pasaj sau sedentare. Pe lângă păsări, în arealul parcului sunt întâlnite mai multe specii de mamifere, reptile și insecte. 